# Alexander Fritz
Alexander Fritz était un joueur d’échecs allemand. Il fut avocat. Une variante dans la défense des deux cavaliers porte son nom.
Il participa à cinq congrès allemands d'échecs : Nuremberg 1883, Francfort 1887, Breslau 1889, Cologne 1898 et Düsseldorf 1908.